# Premiul BAFTA pentru cel mai bun film de animație
Premiul BAFTA pentru cel mai bun film de animație este un premiu al Academiei Britanice de Film și Televiziune. Se acordă anual începând cu 2007.

## Câștigători și nominalizați
În listele de mai jos, titlurile și numele scrise cu caractere îngroșate cu fundal verde sunt câștigătorii. Anul indicat reprezintă anul în care a avut loc ceremonia, anul următor anului în care filmul a avut premiera în Marea Britanie.

### Anii 2000
| Categorie               | Film               | Titlu original                 | Realizator                        | Studio           | Țară                                    | Oscar      | Oscar       |
| Categorie               | Film               | Titlu original                 | Realizator                        | Studio           | Țară                                    | Câștigător | Nominalizat |
| ----------------------- | ------------------ | ------------------------------ | --------------------------------- | ---------------- | --------------------------------------- | ---------- | ----------- |
| 2007                    |                    |                                |                                   |                  |                                         |            |             |
| Cel mai bun film animat | Happy Feet         |                                | George Miller                     | Warner Bros      | Statele Unite ale Americii Australia    | X          |             |
| Cel mai bun film animat | Cars               |                                | John Lasseter Joe Ranft           | Pixar            | Statele Unite ale Americii              |            | X           |
| Cel mai bun film animat | Souris City        | Flushed Away                   | David Bowers Sam Fell             | Dreamworks       | Regatul Unit Statele Unite ale Americii |            |             |
| 2008                    |                    |                                |                                   |                  |                                         |            |             |
| Cel mai bun film animat | Ratatouille        |                                | Brad Bird                         | Pixar            | Statele Unite ale Americii              | X          |             |
| Cel mai bun film animat | Shrek al treilea   | Shrek the Third                | Andrew Adamson Kelly Asbury       | Dreamworks       | Statele Unite ale Americii              |            |             |
| Cel mai bun film animat | The Simpsons Movie |                                | David Silverman                   | 20th Century Fox | Statele Unite ale Americii              |            |             |
| 2009                    |                    |                                |                                   |                  |                                         |            |             |
| Cel mai bun film animat | WALL•E             |                                | Andrew Stanton                    | Pixar            | Statele Unite ale Americii              | X          |             |
| Cel mai bun film animat | Persepolis         |                                | Marjane Satrapi Vincent Paronnaud |                  | Franța                                  |            | X           |
| Cel mai bun film animat | Vals cu Bashir     | ואלס עם באשיר (Vals im Bashir) | Ari Folman                        |                  | Israel Franța Germania                  |            |             |

### Anii 2010
| Categorie               | Film                                                | Titlu original | Realizator                                    | Studio                     | Țară                                             | Oscar      | Oscar       |
| Categorie               | Film                                                | Titlu original | Realizator                                    | Studio                     | Țară                                             | Câștigător | Nominalizat |
| ----------------------- | --------------------------------------------------- | -------------- | --------------------------------------------- | -------------------------- | ------------------------------------------------ | ---------- | ----------- |
| 2010                    |                                                     |                |                                               |                            |                                                  |            |             |
| Cel mai bun film animat | Deasupra tuturor                                    | Up             | Pete Docter Bob Peterson                      | Walt Disney Pictures       | Statele Unite ale Americii                       | X          |             |
| Cel mai bun film animat | Coraline                                            |                | Henry Selick                                  |                            | Statele Unite ale Americii                       |            | X           |
| Cel mai bun film animat | Fantastic Mr. Fox                                   |                | Wes Anderson                                  | 20th Century Fox           | Regatul Unit Statele Unite ale Americii          |            | X           |
| 2011                    |                                                     |                |                                               |                            |                                                  |            |             |
| Cel mai bun film animat | Toy Story 3                                         |                | Lee Unkrich                                   | Pixar Animation Studios    | Statele Unite ale Americii                       | X          |             |
| Cel mai bun film animat | Despicable Me                                       |                | Pierre Coffin Chris Renaud                    | Illumination Entertainment | Statele Unite ale Americii                       |            |             |
| Cel mai bun film animat | How to Train Your Dragon                            |                | Chris Sanders Dean DeBlois                    | DreamWorks Animation       | Statele Unite ale Americii                       |            | X           |
| 2012                    |                                                     |                |                                               |                            |                                                  |            |             |
| Cel mai bun film animat | Rango                                               |                | Gore Verbinski                                |                            | Statele Unite ale Americii                       | X          |             |
| Cel mai bun film animat | The Adventures of Tintin: The Secret of the Unicorn |                | Steven Spielberg                              |                            | Statele Unite ale Americii                       |            |             |
| Cel mai bun film animat | Arthur Christmas                                    |                | Sarah Smith                                   |                            | Regatul Unit Statele Unite ale Americii          |            |             |
| 2013                    |                                                     |                |                                               |                            |                                                  |            |             |
| Cel mai bun film animat | Neînfricată                                         |                | Mark Andrews Brenda Chapman                   |                            | Statele Unite ale Americii                       | X          |             |
| Cel mai bun film animat | Frankenweenie                                       |                | Tim Burton                                    |                            | Statele Unite ale Americii                       |            | X           |
| Cel mai bun film animat | ParaNorman                                          |                | Sam Fell Chris Butler                         |                            | Statele Unite ale Americii                       |            | X           |
| 2014                    |                                                     |                |                                               |                            |                                                  |            |             |
| Cel mai bun film animat | Regatul de gheață                                   |                | Chris Buck Jennifer Lee                       |                            | Statele Unite ale Americii                       | X          |             |
| Cel mai bun film animat | Sunt un mic ticălos 2                               |                | Pierre Coffin Chris Renaud                    |                            | Statele Unite ale Americii                       |            | X           |
| Cel mai bun film animat | Universitatea monștrilor                            |                | Dan Scanlon                                   |                            | Statele Unite ale Americii                       |            |             |
| 2015                    |                                                     |                |                                               |                            |                                                  |            |             |
| Cel mai bun film animat | Marea Aventură Lego                                 |                | Phil Lord, Christopher Miller                 |                            | Statele Unite ale Americii/ Danemarca/ Australia |            |             |
| Cel mai bun film animat | Cei 6 super eroi                                    |                | Don Hall, Chris Williams                      |                            | Statele Unite ale Americii                       | X          |             |
| Cel mai bun film animat | Boxtroli                                            |                | Anthony Stacchi, Graham Annable               |                            | Statele Unite ale Americii                       |            | X           |
| 2016                    |                                                     |                |                                               |                            |                                                  |            |             |
| Cel mai bun film animat | Întors pe dos                                       |                | Pete Docter                                   |                            | Statele Unite ale Americii                       | X          |             |
| Cel mai bun film animat | Minions                                             |                | Pierre Coffin, Kyle Balda                     |                            | Statele Unite ale Americii                       |            |             |
| Cel mai bun film animat | Shaun the Sheep Movie                               |                | Richard Starzak, Mark Burton                  |                            | Regatul Unit                                     |            |             |
| 2017                    |                                                     |                |                                               |                            |                                                  |            |             |
| Cel mai bun film animat | Kubo and the Two Strings                            |                | Travis Knight                                 |                            | Statele Unite ale Americii                       |            | X           |
| Cel mai bun film animat | Finding Dory                                        |                | Andrew Stanton                                |                            | Statele Unite ale Americii                       |            |             |
| Cel mai bun film animat | Moana                                               |                | Ron Clements, John Musker                     |                            | Statele Unite ale Americii                       |            | X           |
| Cel mai bun film animat | Zootopia                                            |                | Byron Howard, Rich Moore                      |                            | Statele Unite ale Americii                       | X          |             |
| 2018                    |                                                     |                |                                               |                            |                                                  |            |             |
| Cel mai bun film animat | Spider-Man: Into the Spider-Verse                   |                | Bob Persichetti, Peter Ramsey, Rodney Rothman |                            | Statele Unite ale Americii                       |            |             |
| Cel mai bun film animat | Incredibles 2                                       |                | Brad Bird                                     |                            | Statele Unite ale Americii                       |            |             |
| Cel mai bun film animat | Isle of Dogs                                        |                | Wes Anderson                                  |                            | Statele Unite ale Americii/ Germania             |            |             |
| 2019                    |                                                     |                |                                               |                            |                                                  |            |             |
| Cel mai bun film animat | Klaus                                               |                | Sergio Pablos                                 | Jinko Gotoh                | Spania                                           |            |             |
| Cel mai bun film animat | Frozen II                                           |                | Chris Buck Jennifer Lee                       | Peter Del Vecho            | Statele Unite ale Americii                       |            |             |
| Cel mai bun film animat | A Shaun the Sheep Movie: Farmageddon                |                | Will Becher Richard Phelan                    | Paul Kewley                | Regatul Unit                                     |            |             |
| Cel mai bun film animat | Toy Story 4                                         |                | Josh Cooley                                   | Mark Nielsen               | Statele Unite ale Americii                       |            |             |

### Anii 2020
| An                                  | Film                                                | Regizor(i)                                                               | Producător(i)                         | Țara          |
| ----------------------------------- | --------------------------------------------------- | ------------------------------------------------------------------------ | ------------------------------------- | ------------- |
| 2020 (Ediția 74)                    |                                                     |                                                                          |                                       |               |
| Soul                                | Pete Docter, Kemp Powers                            | Dana Murray                                                              | Statele Unite                         |               |
| Onward                              | Dan Scanlon                                         | Kori Rae                                                                 | Statele Unite                         |               |
| Wolfwalkers                         | Tomm Moore, Ross Stewart                            | Paul Young, Nora Twomey, Tomm Moore, Stéphan Roelants                    | Regatul Unit Irlanda Luxemburg Franța |               |
| 2021 (Ediția 75)                    |                                                     |                                                                          |                                       |               |
| Encanto                             | Jared Bush, Byron Howard                            | Yvett Merino, Clark Spencer                                              | Statele Unite                         |               |
| Flee                                | Jonas Poher Rasmussen                               | Monica Hellström, Signe Byrge Sørensen                                   | Danemarca Statele Unite               |               |
| Luca                                | Enrico Casarosa                                     | Andrea Warren                                                            | Statele Unite                         |               |
| The Mitchells vs. the Machines      | Mike Rianda                                         | Phil Lord, Christopher Miller, Kurt Albrecht                             | Statele Unite                         |               |
| 2022 (Ediția 76)                    |                                                     |                                                                          |                                       |               |
| Guillermo del Toro's Pinocchio      | Guillermo del Toro, Mark Gustafson                  | Gary Ungr, Alex Bulkley                                                  | Statele Unite Mexic                   |               |
| Marcel the Shell with Shoes On      | Dean Fleischer Camp                                 | Andrew Goldman, Elisabeth Holm, Caroline Kaplan, Paul Mezey              | Statele Unite                         |               |
| Puss in Boots: The Last Wish        | Joel Crawford                                       | Mark Swift                                                               | Statele Unite                         |               |
| Turning Red                         | Domee Shi                                           | Lindsey Collins                                                          | Statele Unite                         |               |
| 2023 (Ediția 77)                    |                                                     |                                                                          |                                       |               |
| The Boy and the Heron               | Hayao Miyazaki                                      | Toshio Suzuki                                                            | Japonia                               |               |
| Chicken Run: Dawn of the Nugget     | Sam Fell                                            | Steve Pegram, Leyla Hobart                                               | Regatul Unit                          |               |
| Elemental                           | Peter Sohn                                          | Denise Ream                                                              | Statele Unite                         |               |
| Spider-Man: Across the Spider-Verse | Joaquim Dos Santos, Kemp Powers, Justin K. Thompson | Phil Lord, Christopher Miller, Amy Pascal, Avi Arad, Christina Steinberg | Statele Unite                         |               |
| 2024 (78th)                         | Wallace & Gromit: Vengeance Most Fowl               | Nick Park, Merlin Crossingham                                            | Richard Beek                          | Regatul Unit  |
| 2024 (78th)                         | Flow                                                | Gints Zilbalodis                                                         | Matīss Kaža                           | Letonia       |
| 2024 (78th)                         | Inside Out 2                                        | Kelsey Mann                                                              | Mark Nielsen                          | Statele Unite |
| 2024 (78th)                         | The Wild Robot                                      | Chris Sanders                                                            | Jeff Hermann                          | Statele Unite |